# Canabae

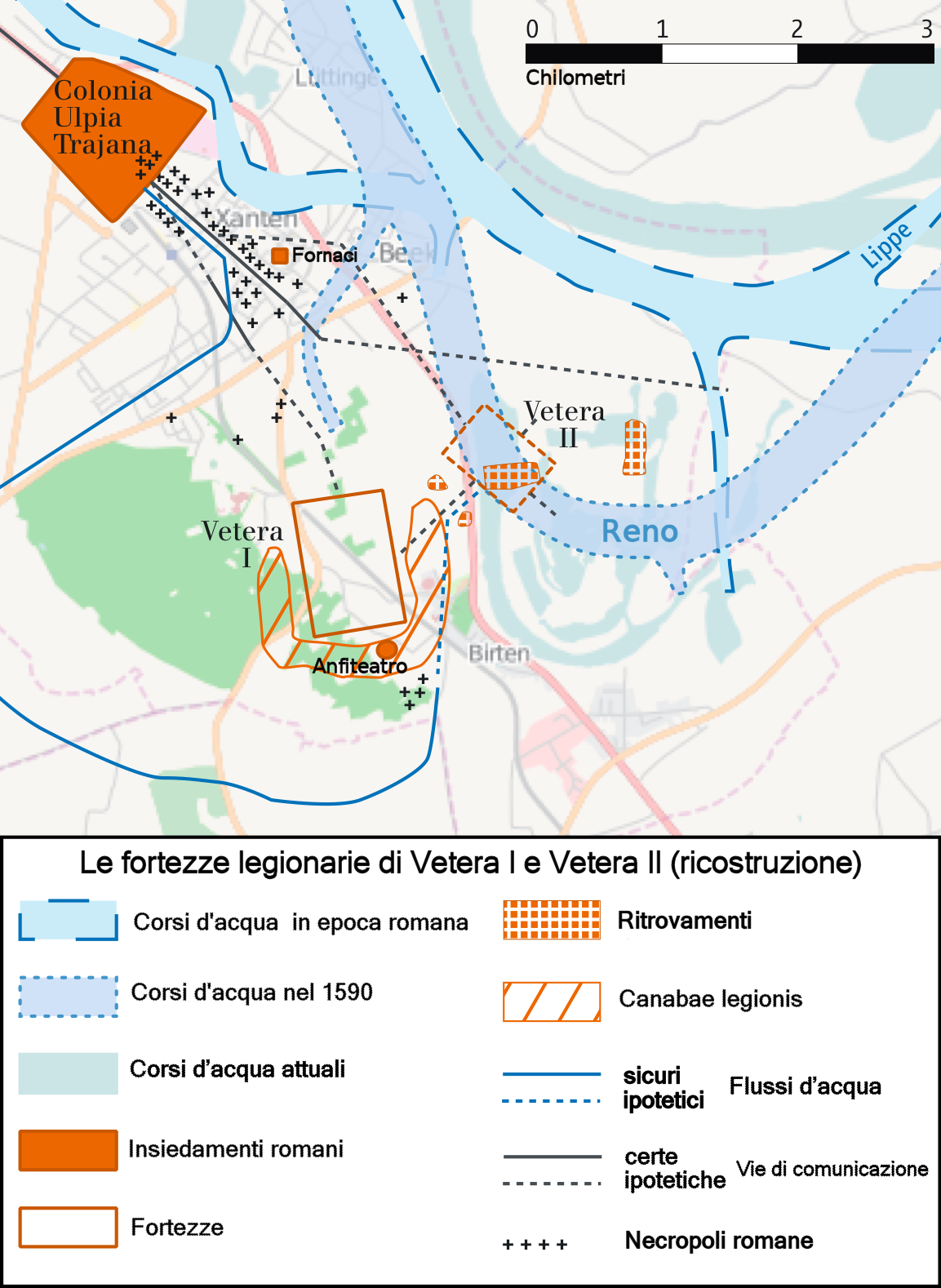
Le fortezze legionaria di Vetera I e II in basso con relative canabae e la Colonia Ulpia Traiana in alto.

Per Canabae si intendeva, al tempo dell'Impero romano, l'agglomerato civile (anche di non-cittadini romani), sviluppatosi fin dai tempi di Augusto, attorno alle fortezze legionarie permanenti (castra stativa).

## Storia
Si trattava in sostanza di tutta una serie di individui atti a svolgere quelle attività necessarie a rifornire l'esercito romano, mentre soggiornava lungo i confini imperiali. Erano artigiani, fabbri per la realizzazione delle armi, mercanti per l'approvvigionamento alimentare o persino prostitute (per soddisfare i soldati nel tempo libero), ecc.. Questi cominciarono ad affluire ed a stabilirsi attorno ai maggiori centri militari (delle legioni e degli auxilia), prima in modo precario e poi in modo stabile, costruendo fucine, fornaci, abitazioni, horrea, lupanari.
Originariamente il termine canabae indicava, infatti, le bancarelle dei fruttivendoli e dei commercianti di vino. Con il passare dei secoli questo genere di insediamento andò sviluppandosi anche attorno ai forti ausiliari principali (come Saalburg lungo il limes germanico-retico). Erano nuclei di fondamentale importanza non solo ai fini del commercio tra le diverse province romane ed il mondo dei barbari, ma anche e soprattutto un modo per civilizzare e acculturare le genti appena sottomesse o le vicine popolazioni oltre il limes, attraverso il processo noto come romanizzazione.
Tipici esempi di canabae legionis, ancora oggi visibili grazie alle indagini archeologiche, sono quelle di Carnuntum o Mogontiacum. Alcune di queste riuscirono poi ad ingrandirsi al punto da essere riconosciute prima come Municipii e poi Colonie (es. Apulum o Castra Vetera), tanto che in alcuni casi, una volta divenute vere e proprie città, furono dotate di impianti termali e anfiteatri.

### Canabaee legioni lungo illimes

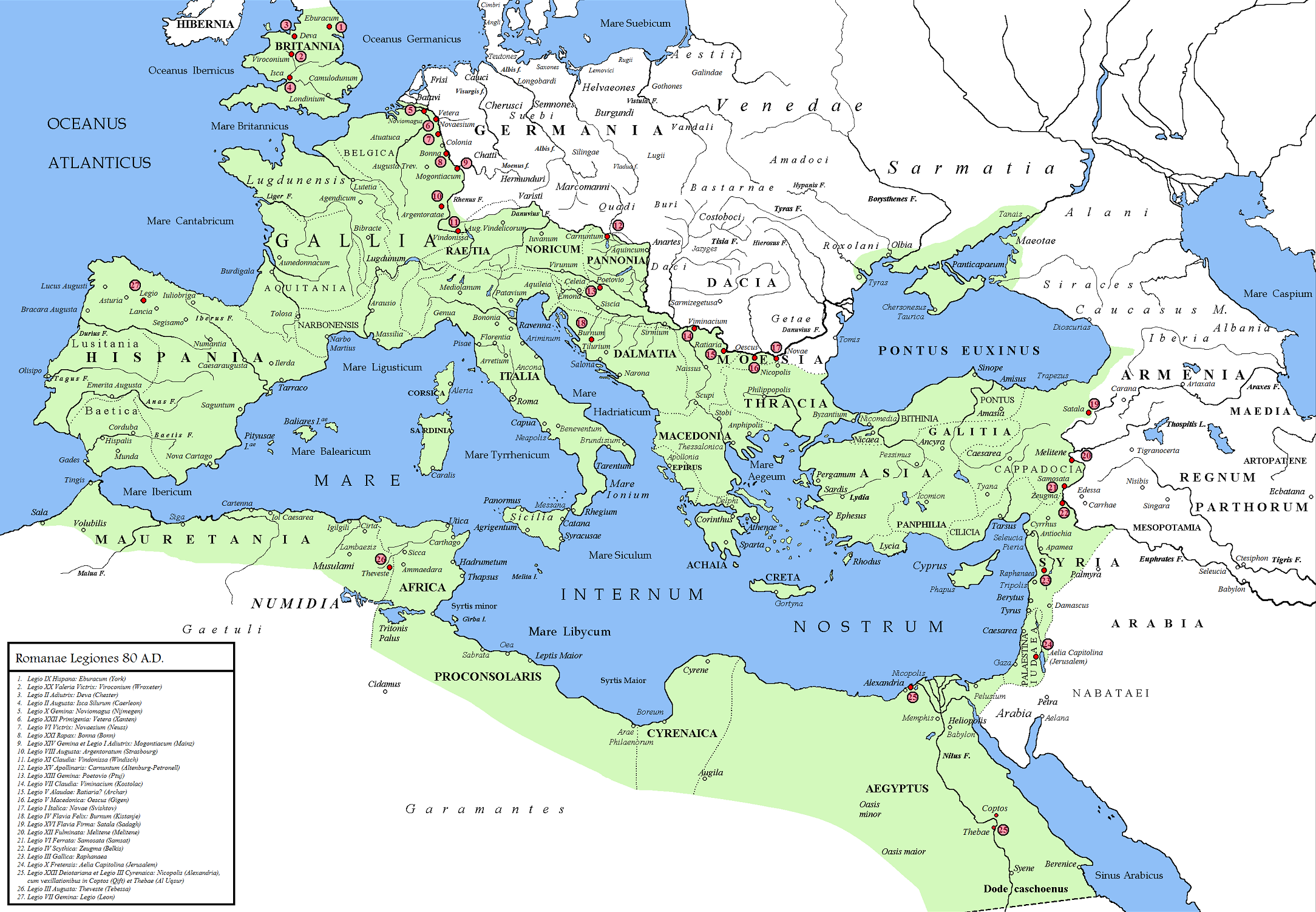
Campi delle legioni romane e relative canabae nell'80

Qui sotto viene illustrato un elenco di una trentina di canabae (agglomerato civile) formatesi attorno alle fortezze legionarie nell'80:
1. Legio IX Hispana: Eburacum (York)
2. Legio XX Valeria Victrix: Viroconium (Wroxeter)
3. Legio II Adiutrix: Deva (Chester)
4. Legio II Augusta: Isca Silurum (Caerleon)
5. Legio X Gemina: Noviomagus Batavorum (Nimega)
6. Legio XXII Primigenia: Vetera (Xanten)
7. Legio VI Victrix: Novaesium (Neuss)
8. Legio XXI Rapax: Bonna (Bonn)
9. Legio XIV Gemina e Legio I Adiutrix: Mogontiacum (Magonza)
10. Legio VIII Augusta: Argentoratae (Strasburgo)
11. Legio XI Claudia: Vindonissa (Windisch)
12. Legio XV Apollinaris: Carnunto (Petronell-Carnuntum)
13. Legio XIII Gemina: Poetovio (Ptuj)
14. Legio VII Claudia: Viminacium (Kostolac)
15. Legio V Alaudae: Ratiaria? (Archar)
16. Legio V Macedonica: Oescus (Gigen)
17. Legio I Italica: Novae (Svištov)
18. Legio IV Flavia Felix: Burnum (Kistanje)
19. Legio XVI Flavia Firma: Satala (Sadagh)
20. Legio XII Fulminata: Melitene (Melitene)
21. Legio VI Ferrata: Samosata (Samsat)
22. Legio IV Scythica: Zeugma (Belkis)
23. Legio III Gallica: Raphanaea
24. Legio X Fretensis: Aelia Capitolina (Gerusalemme)
25. Legio XXII Deiotariana e Legio III Cyrenaica: Nicopolis (Alessandria d'Egitto), con vessillazioni a Copto (Qift) e Thebae (Al Uqsur)
26. Legio III Augusta: Theveste (Tébessa)
27. Legio VII Gemina: Legio (León)